# San Fulgencio
San Fulgencio (in valenciano Sant Fulgenci) è un comune spagnolo della comunità autonoma Valenciana, posto nella parte meridionale della provincia di Alicante, nella comarca della Vega Baja del Segura. È situato a 33 km a sud-est di Alicante, a 16 km a sud di Elche e a 23 km dall'Aeroporto di Alicante-Elche.
Con i suoi 9 091 abitanti, di cui il 75,62% di nazionalità straniera (dati INE 2022), San Fulgencio risulta essere il comune spagnolo con la più alta percentuale di residenti stranieri, a fronte di una media nazionale del 9,9%. È altresì uno dei pochi comuni spagnoli dove l'inglese è la lingua predominante tra la popolazione; ciò è dovuto al fatto che il 55,2% degli abitanti è di madrelingua inglese.